# Hamad
Hamad ist ein männlicher Vorname.

## Namensträger
- Hamad ibn Isa Al Chalifa (* 1950), Scheich von Bahrain
- Hamad al-Muntaschari (* 1982), saudi-arabischer Fußballspieler
- Hamad bin Chalifa Al Thani (* 1952), Emir von Katar
- Hamad ibn Said († 1792), Sayyid von Maskat (1784–1792)
- Hamad Ndikumana (1978–2017), ruandischer Fußballspieler
- Hamad Afif (* 1988), katarischer Bahn- und Straßenradrennfahrer
- Hamad ibn Dschasim ibn Dschabir Al Thani (* 1959), katarischer Premier- und Außenminister
- Hamad Al Fardan (* 1987), bahrainischer Rennfahrer
- Salman ibn Hamad ibn Isa Al Chalifa (* 1969), bahrainischer Scheich, Kronprinz von Bahrain
- Hamad ibn Muhammad asch-Scharqi (* 1948), Herrscher des Emirates Fudschaira
- Faisal ibn Hamad ibn Isa Al Chalifa (1991–2006), sechster und jüngster Sohn von Scheich Salman ibn Hamad ibn Isa Al Chalifa
- Majid Hamad Amin Jamil, irakischer Politiker

### Familienname
- Abdulla Hamad (Abdulla Hamad Mohammed Salmeen al-Menhali, * 2001), Fußballspieler aus den Vereinigten Arabischen Emiraten
- Adnan Hamad (* 1961), irakischer Fußballspieler und -trainer
- Bahiya al-Hamad (* 1992), katarische Sportschützin
- Dahlan Jumaan al-Hamad (* 1957), katarischer Sportfunktionär
- Ghazi Hamad (* 1964), Hamas-Mitglied
- Jamil Hamad († 2010), palästinensischer Journalist
- Jiloan Hamad (* 1990), schwedischer Fußballspieler
- Mansour al-Hamad (* 1967), saudi-arabischer Bogenschütze
- Mesaad al-Hamad (* 1986), katarischer Fußballspieler
- Sulaiman Hamad (* 1994), saudi-arabischer Judoka